# أليكس يونغ (لاعب كرة قدم بريطاني)
أليكس يونغ (بالإنجليزية: Alex Young)‏ هو لاعب كرة قدم بريطاني (وحمل سابقاً جنسية المملكة المتحدة لبريطانيا العظمى وأيرلندا) في مركز مهاجم داخلي، ولد في 23 يونيو 1880 في المملكة المتحدة، وتوفي في 17 أكتوبر 1959 في إدنبرة في المملكة المتحدة. شارك مع منتخب اسكتلندا لكرة القدم. أما مع النوادي، فقد لعب مع توتنهام هوتسبير ومانشستر سيتي ونادي إيفرتون ونادي سانت ميرين ونادي فالكيرك وSouth Liverpool F.C. ‏.

## وصلات خارجية
- أليكس يونغ على موقع قاعدة بيانات كرة القدم.إي يو (الإنجليزية)
- أليكس يونغ على موقع عالم كرة القدم.نت (الإنجليزية)